# Schoonspringen op de Olympische Zomerspelen 2016 – tienmetertoren synchroon vrouwen
Het synchroonspringen voor vrouwen vanaf de tienmetertoren op de Olympische Zomerspelen 2016 vond plaats op 9 augustus 2016. Acht teams van twee schoonspringers kwamen in actie in een directe finale. Regerend olympisch kampioenen waren Chen Ruolin en Wang Hao uit China.

## Uitslag
| Rang   | Namen                               | Land | Sprongen | Sprongen | Sprongen | Sprongen | Sprongen | Totaal |
| Rang   | Namen                               | Land | 1        | 2        | 3        | 4        | 5        | Totaal |
| ------ | ----------------------------------- | ---- | -------- | -------- | -------- | -------- | -------- | ------ |
| Goud   | Chen Ruolin Liu Huixia              | CHN  | 55.80    | 55.80    | 79.20    | 75.84    | 87.36    | 354.00 |
| Zilver | Cheong Jun Hoong Pandelela Rinong   | MAS  | 52.80    | 52.80    | 76.50    | 79.68    | 82.56    | 344.34 |
| Brons  | Meaghan Benfeito Roseline Filion    | CAN  | 52.80    | 52.80    | 74.70    | 75.24    | 80.64    | 336.18 |
| 4      | Kim Kuk-hyang Kim Mi-rae            | PRK  | 49.80    | 53.40    | 81.00    | 76.80    | 61.44    | 322.44 |
| 5      | Tonia Couch Lois Toulson            | GBR  | 50.40    | 50.40    | 75.60    | 79.68    | 63.36    | 319.44 |
| 6      | Paola Espinosa Alejandra Orozco     | MEX  | 50.40    | 49.20    | 71.10    | 61.38    | 72.00    | 304.08 |
| 7      | Amy Cozad Jessica Parratto          | USA  | 48.60    | 50.40    | 65.70    | 62.40    | 73.92    | 301.02 |
| 8      | Ingrid de Oliveira Giovanna Pedroso | BRA  | 44.40    | 45.00    | 74.88    | 52.80    | 63.90    | 280.98 |